# L'agguato (film 1912)
L'agguato è un film italiano del 1912.

## Trama
La contessa De Monterey ama, corrisposta, il giovane marchese De Villerey. Durante un'assenza del marito scrive un biglietto all'amante per fissare un appuntamento. Il conte torna improvvisamente dal suo viaggio e legge il biglietto, trovato per caso in un libro, ne rimane sconvolto ma decide di lasciarlo dove l'ha trovato. La donna, vedendolo turbato, capisce comunque che il marito è al corrente della sua tresca e per salvare il suo matrimonio svia i sospetti su un altro corteggiatore, il conte Albert De Blain. Il conte lo sfida a duello e lo uccide, ma la notizia viene pubblicata dai giornali. Il marchese De Villerey, ignaro delle manovre ordite dalla contessa, si crede a sua volta tradito, ed entrambi gli uomini l'abbandonano. Respinta, ormai sola e in preda ai rimorsi, la contessa si toglie la vita.

## Critica
(Vita Cinematografica, 30 agosto 1912)